# Walter Hasenfus
Walter Martin Hasenfus (* 18. März 1916 in Needham; † 8. Dezember 1944) war ein US-amerikanischer Kanute.
Er nahm bei den Olympischen Sommerspielen 1936 in Berlin mit seinem älteren Bruder Joseph an den Wettkämpfen im Zweier-Canadier über 10.000 Meter teil. Dort kam das Brüder-Paar auf dem fünften und somit letzten Platz ins Ziel.
Kurz darauf begann der Zweite Weltkrieg. Dort diente Hasenfus im 307. Infanterie-Regiment. Er wurde mit dem Purple Heart ausgezeichnet und fiel am 8. Dezember 1944. Walter Hasenfus ist auf dem Manila American Cemetery begraben.